# Phil Lester
Philip Michael Lester, AmazingPhil (Rawtenstall, 1987. január 30. –) angol youtuber és rádiós közszereplő.
1987. január 30-án született a Lancashire-beli Rawtenstallban. YouTube-videók készítésével és a BBC Radio 1 vasárnap esti szórakoztató műsorával vált ismertté, ahol Dan Howell-lel dolgozott 2013 januárjától 2014 augusztusáig. 2014 szeptemberétől a BBC Radio 1 Internet Takeover nevű adásának az egyik műsorvezetője.

## Élete
Először angol nyelv és nyelvtudományból diplomázott, majd a Yorki Egyetemen a filmművészeti szakon végzett el egy mesterképzést: videózási utómunkálatok speciális vizuális effektekkel.
2011-ben Guinness rekordot döntött a leggyorsabb érmetorony-építés kategóriában, 25 érmét helyezett egymásra 31,617 másodperc alatt. Jelenleg barátjával és videóblogger társával, Daniel Howellel lakik együtt Londonban.

## Karrier

### YouTube
A fő csatornájára (AmazingPhil) 19 évesen töltötte fel az első videóblogját, azóta több, mint 150 videót osztott meg a csatornáján. 2013. július 6-án érte el az 1 000 000 feliratkozót. 2014 augusztusában már több, mint 2 000 000 feliratkozója és 131 milliós nézettsége volt. 2017-ben feliratkozóinak száma túllépte a négymilliót.
A másodlagos csatornáján, a LessAmazingPhilen 2014 októberére már több, mint félmillió feliratkozót és majdnem 10 milliós nézettséget szerzett. 2014. szeptember 12-én Phil Lester és Dan Howell megosztották új játék-csatornájukon az első videót, a csatornának a DanandPhilGAMES nevet adták. Itt 2015. március 8-án érték el az egymillió feliratkozót.

### Rádió
A BBC 2013 januárjában jelentette be, hogy az Egyesült Királyság nemzeti rádióállomásának, a BBC Radio 1-nak vasárnap esti kívánságlistás és szórakoztató műsorának Lester és Howell lesz a házigazdája. Korábban már mind a ketten dolgoztak időszakosan a rádióban, videókat készítettek az adó YouTube csatornájára és két karácsonyi műsort is vezettek.
A műsorukat interaktív, audiovizuális adásnak szánták, ahol nézők által beküldött zenei videókat, általuk teljesített kihívásokat is bemutatnak, a hallgatok pedig ezen felül még zenét is kérhetnek. A műsort a BBC Radio 1 weboldalán közvetítették.
2014 augusztusában a rádióadó bejelentette, hogy a műsor ebben a formában utoljára augusztus 24-én látható. A duó azonban nem tűnt el, hétfő esténként kaptak lehetőséget, új műsorukban más népszerű videóbloggerekkel működnek együtt.

### Egyéb médiaszereplések
Lester először egy brit televíziós műsorban a The Weakest Linkben tűnt fel. Ezután Tim szerepét játszotta a Faintheart című brit vígjátékban.
Legutóbbi szerepe a Hős6os című animációs filmben volt, ahol az egyik technikusnak kölcsönözte a hangját.

## Fordítás
- Ez a szócikk részben vagy egészben a Phil Lester című angol Wikipédia-szócikk fordításán alapul.  Az eredeti cikk szerkesztőit annak laptörténete sorolja fel. Ez a jelzés csupán a megfogalmazás eredetét és a szerzői jogokat jelzi, nem szolgál a cikkben szereplő információk forrásmegjelöléseként.